# Jesse Owens Memorial Stadium
Le Jesse Owens Memorial Stadium est un stade omnisports américain situé à Columbus, dans l'Ohio.
Le stade, doté de 10 000 places et inauguré en 2001, sert d'enceinte à domicile à l'équipe universitaire de l'Université d'État de l'Ohio des Buckeyes d'Ohio State (pour le soccer, la crosse et l'athlétisme).
Le stade porte le nom de Jesse Owens, athlète américain et médaillé d'or olympique aux JO de 1936, et dont figure une statue à l'entrée du stade.

## Histoire
Le stade accueille chaque année les championnats d'athlétisme masculins et féminins de l'Ohio High School Athletic Association.